# Muhtar Başoğlu
Muhtar Başoğlu (* 6. April 1913 in Ödemiş (İzmir); † 21. Februar 1981 in Izmir) war ein türkischer Herpetologe. Er war der erste Professor für Herpetologie in der Türkei.

## Leben
Başoğlu begann 1932 ein naturwissenschaftliches Studium an der Universität Istanbul, das er 1936 abschloss. Nach seinem Militärdienst wurde er 1941 Assistent an der wissenschaftlichen Fakultät der Universität Istanbul. 1942 verteidigte er seine Doktorarbeit unter der Leitung von Curt Kosswig mit der Dissertation Sur le metabolisme de la corde nerveuse du ver de tere. 1946 übersetzte er das Buch Introduction into the knowledge of Amphibia and Reptilia of Turkey von Friedrich Simon Bodenheimer mit der Unterstützung von Curt Kosswig ins Türkische.
Danach wurde Başoğlu Herpetologe und habilitierte sich mit der Arbeit Experiments on the composition of the alveolar air in Testudo graeca and Clemmys rivulata zum außerordentlichen Professor.
Nach intensiven Studien in verschiedenen wissenschaftlichen herpetologischen Sammlungen Europas unternahm er 1958 mit Walter Hellmich aus München eine ergiebige Forschungsreise zum Vansee in Ostanatolien.
1961 wurde er Professor an der Ege Üniversitesi in Izmir. Er gehörte zu den Gründern der Fakultät für Naturwissenschaften und war bis 1981 Inhaber des Lehrstuhls für systematische Zoologie. Während dieser Jahre gründete und organisierte er das Türkische Herpetologiezentrum (Türkiye'de Herpetolojinin Kısa Tarihi) an der Ege Üniversitesi mit sechs von ihm ausgebildeten Doktoren in Zoologie, darunter Necla Özeti, Nimet Öktem, Sükriye Zaloğlu, İbrahim Baran, Abidin Budak und Mehmet K. Atatür. Das Zentrum beherbergt eine Sammlung von nahezu allen lebenden Froscharten der Türkei und umfasst mehr als 20.000 Proben von Reptilientaxa.
Başoğlu befasste sich in vielen wissenschaftlichen Arbeiten mit dem Kaukasus-Salamander (Mertensiella caucasica). Seine zahlreichen Studien über die Verbreitung und Systematik der türkischen Herpetofauna gipfelten in der Veröffentlichung des Buchs Türkiye Amfibileri (1973, mit Neclâ Özeti) über die Amphibien der Türkei sowie des zweibändigen Werks Türkiye Sürüngenleri, Kısım I, Kaplumbağalar ve Kertenkeleler (The Reptiles of Turkey. Part I. The Turtles and Lizards, 1977) und Kısım II, Yılanlar (The Reptiles of Turkey. Part II. Schlangen, 1980), über die Reptilien der Türkei, das in Zusammenarbeit mit İbrahim Baran entstand. Das Werk enthält ausführliche englische Zusammenfassungen sowie Schlüssel, Illustrationen und Verbreitungskarten.